# Чудово
Чудово (на руски: Чу́дово) е град в Русия, административен център на Чудовски район, Новгородска област. Населението на града към 1 януари 2018 година е 14 394 души.

## География
Градът е разположен в Северозападна Русия, на река Керест, на 70 километра североизточно от Велики Новгород, в Прилменската низина. Разполага с жп гара по линията Москва – Санкт Петербург (Октябърска железница) и е в непосредствената близост до федералната автомагистрала „Русия“ (Москва – Санкт Петербург).

## История
За пръв път населеното място е споменато през 1539 г. като село с различни махали – Чудово на Керест и Чудовска Лука. То възниква на важния път, свързващ Новгород и река Нева, като междуселищна държавна конна пощенска станция. През следващите години селото се среща под наименованията Чудовски Ям и Ям-Чудово (до 1851 г.). През 1849 – 1851 г. е построена железопътната линия Москва – Санкт Петербург (Николаевска железница), а през 1871 г. – теснолинейка Новгород – Чудово и населеното място започва да се разраства. Чудово получава статут на град през 1937 г. Той е най-известен с фабрика за кибрити „Слънце“ (днес „Руска спичка“, на руски: спичка – клечка кибрит).

## Население
| Година    | 1897 | 1959   | 1970   | 1979   | 1989   | 2002   | 2008   | 2018   |
| Население | 1000 | 10 700 | 12 500 | 14 500 | 17 982 | 17 434 | 16 392 | 14 394 |

## Икономика
В града работят:
- руско-финска фабрика за шперплат „UPM-Kymmene“;
- руско-британска фабрика за шоколад „Cadbury“;
- фабрика за кибрити „Руска спичка“;

и др.